# Бабкин, Александр Фёдорович
Алекса́ндр Фёдорович Ба́бкин (укр. Олександр Федорович Бабкін; 20 июля [2 августа] 1914, Новочеркасск — 9 сентября 2000, Киев) — советский и украинский тренер и судья по лёгкой атлетике. Почётный судья СССР по лёгкой атлетике (1980), Заслуженный тренер Украины (1995),

## Биография

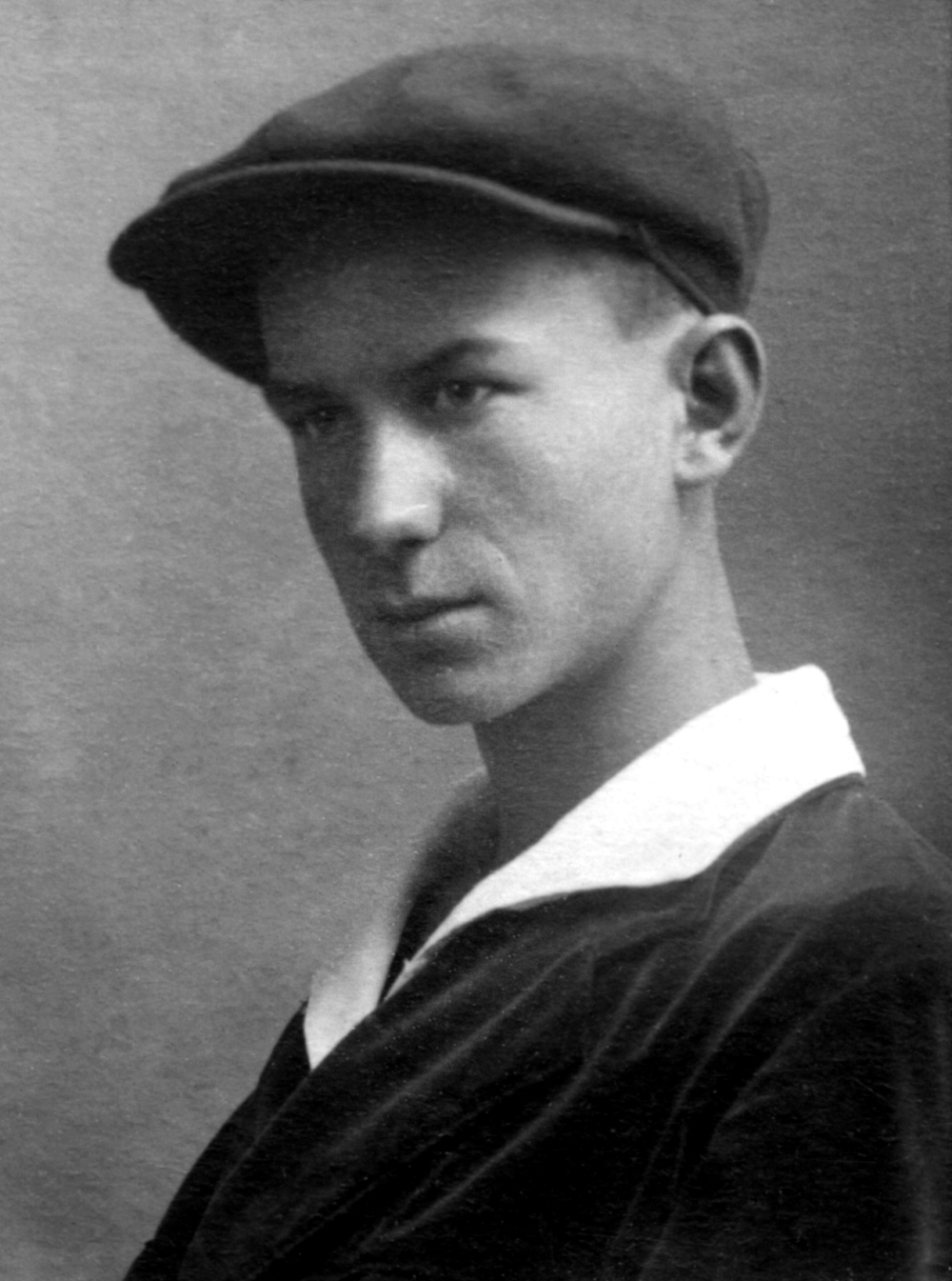
А. Ф. Бабкин, 1931

Родился 20 июля (2 августа) 1914 года в городе Новочеркасск, Области Войска Донского, Российская империя, в семье военного Ф. И. Бабкина (1887—1920). Его дед, И. А. Прощаков (1848—1911), был известным земским врачом.

### Военное время
Участник Великой Отечественной войны. Был призван Чудновским РВК Житомирской области в январе 1944 года. Гвардии младший сержант, командир минометного расчета, 171 Гвардейский минометный полк (Львовский орденов Ленина и Александра Невского Полк в составе 7 минометной бригады 3 Артиллерийской дивизии прорыва РГК).. Имел военные государственные награды СССР.

### Образование
В 1949 году окончил Высшую школу тренеров.
В 1954 году окончил — Киевский институт физической культуры (ныне Национальный университет физического воспитания и спорта Украины).

### Спортивная и педагогическая работа
Работал в Киевском институте физической культуры:
- 1949—1952 — заведующий отделом лёгкой атлетики
- 1952—1953 — заместитель начальника кафедры лёгкой атлетики
- 1954—1990 — преподаватель кафедры лёгкой атлетики.

Много лет являлся стартёром легкоатлетических соревнований в СССР.
В 1980 году был представителем команды «Буревесник» (Киев).
Принял активное участие в судействе легкоатлетических соревнований во время летней Олимпиады 1980 года в Москве.
В 1991—2000 годах преподавал в Высшей школе тренеров в Киеве.
Подготовил выдающихся спортсменов, среди них:
- Олимпийская чемпионка по прыжкам в длину — Вера Крепкина.[1][4]

### Последние годы жизни
С начала 1970-х годов использовал имплантированный электрокардиостимулятор.
Скончался 9 сентября 2000 года в Киеве.

## Награды и звания
- 1944 — Знак «Гвардия»
- 1945 — Орден Красной Звезды[5]
- 1985 — Орден Отечественной войны II степени[6]
- 1970-е года — Наградной легкоатлетический Стартовый пистолет.
- 1980 — Звание «Почётный судья по спорту»[7]

## Семья
Сестра — Елизавета (1912—2000) — работала в архитектурном бюро по проектированию Сталинских высоток, мать биогеографа П. П. Второва.
Жена — Валентина. Дети: Вита и Ира.